# Rocca di Cambio
Rocca di Cambio är en ort och kommun i provinsen L'Aquila i regionen Abruzzo i Italien. Kommunen hade 486 invånare (2018).